# Nicotina (banda)
Nicotine é uma banda de heavy metal de Indore, Índia, formada em dezembro de 2006. Sua formação consiste em Digvijay Bhonsale nos vocais principais/guitarra base, 'Aniruddha Gokhale' (membro fundador) na guitarra solo/backing vocals, 'Anuj Malkapurkar' no baixo e 'Shaleen Vyas' na bateria. A banda é amplamente conhecida por serem os 'Pioneiros da música Metal na Índia Central', pois foram uma das primeiras bandas a introduzir a música Metal / Heavy Metal na região. Suas canções "Odium" e "Rein of Fire" foram lançadas para download gratuito pela banda em vários sites. A banda é influenciada por bandas de rock e metal americanas e britânicas como Rage Against the Machine, Metallica, Megadeth, Iron Maiden e Pantera.

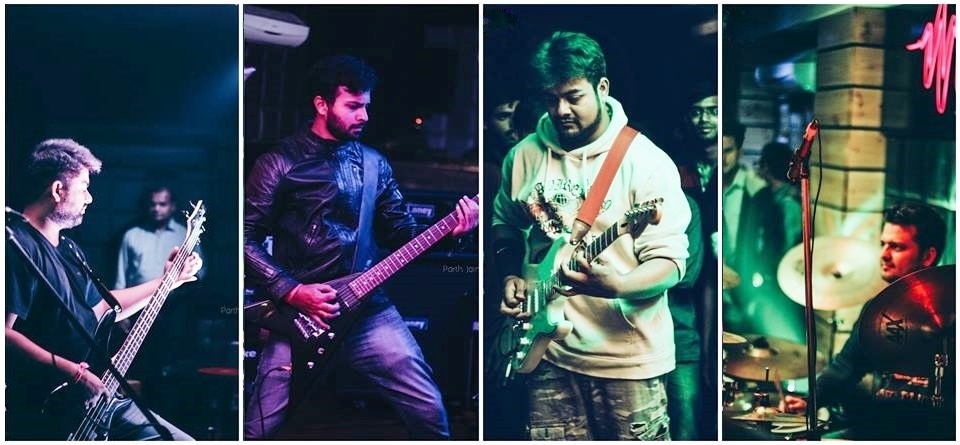
Da esquerda para a direita: Malkapurkar (baixo), Bhonsale (vocal principal/guitarra), Gokhale (guitarra principal/backing vocals) e Vyas (bateria).
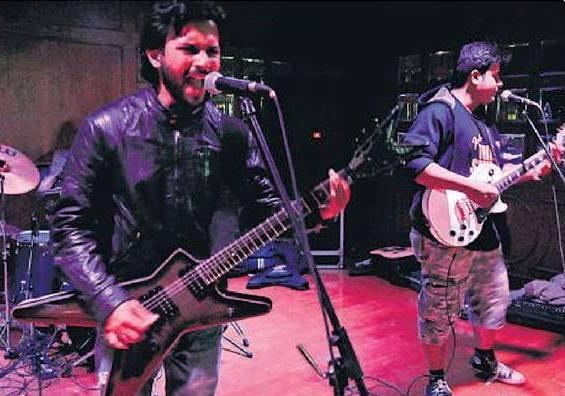
Nicotina tocando no 'Pedal To The Metal', Ten Downing Street, Indore, Índia.